# Апненик-при-Великем Трну
Апненик-при-Великем Трну (словен. Apnenik pri Velikem Trnu) — поселення в общині Кршко, Споднєпосавський регіон, Словенія. Висота над рівнем моря: 378,7 м.